# Иван Ильов Марков
Иван Ильов Марков е български революционер от XIX век.

## Биография
Роден е около 1849 година в малешевското село Берово, тогава в Османската империя, в семейството на Ильо войвода. Като малко дете многократно е разкарван по затворите с майка си и братята си заради дейността на баща си. Става четник в четата на баща си. Участва в Сръбско-турската война през 1876 година под негово командване с брат си Никола. При избухването на Руско-турска война в 1877 година е доброволец в Българското опълчение и служи в 5-а дружина от 18 май 1877 година до 11 август 1878 година.
След войната живее в Кюстендил и София. Умира на 27 март 1933 година.